# Rudolf Gottfried Bindschedler
Rudolf Gottfried Bindschedler (geb. 9. Juli 1883 in Aussersihl, Zürich; gest. 10. September 1947 in Zürich) war ein Schweizer Jurist, Bankier, Kunstsammler und Philanthrop.

## Leben und Werk
Rudolf Gottfried Bindschedler war der älteste Sohn des Arztes Rudolf Gottfried Bindschedler (1843–1915) und der Anna, geborene Rathgeb (1857–1934).
Bindschedler studierte von 1902 bis 1906 Rechtswissenschaften an der Universität Zürich. Während eines Auslandsemesters in Bonn lernte er Ulrich Stutz kennen. Er wurde im Sommersemester 1905 Mitglied im Bonner Kreis.  1906 promovierte Bindschedler mit dem Prädikat summa cum laude. Seine Dissertation trägt den Titel: Kirchliches Asylrecht [Immunitas ecclesiarum localis] und geistliche Freistätten in der Schweiz vor der Reformation. Im gleichen Jahr wurde er in das Sekretariat des von Alfred Frey geleiteten Vorortes des Schweizerischen Handels- und Industrievereins berufen.
Bindschedler war ab 1909 Direktionssekretär der Aktiengesellschaft Leu & Co. in Zürich. Später war er deren Vizedirektor und von 1915 bis 1919 amtete er als deren Direktor. 1913 heiratete er Anna Marie, geborene Laufer (1886–1978). Die gemeinsamen Kinder waren Rudolf Bindschedler und Maria Bindschedler.

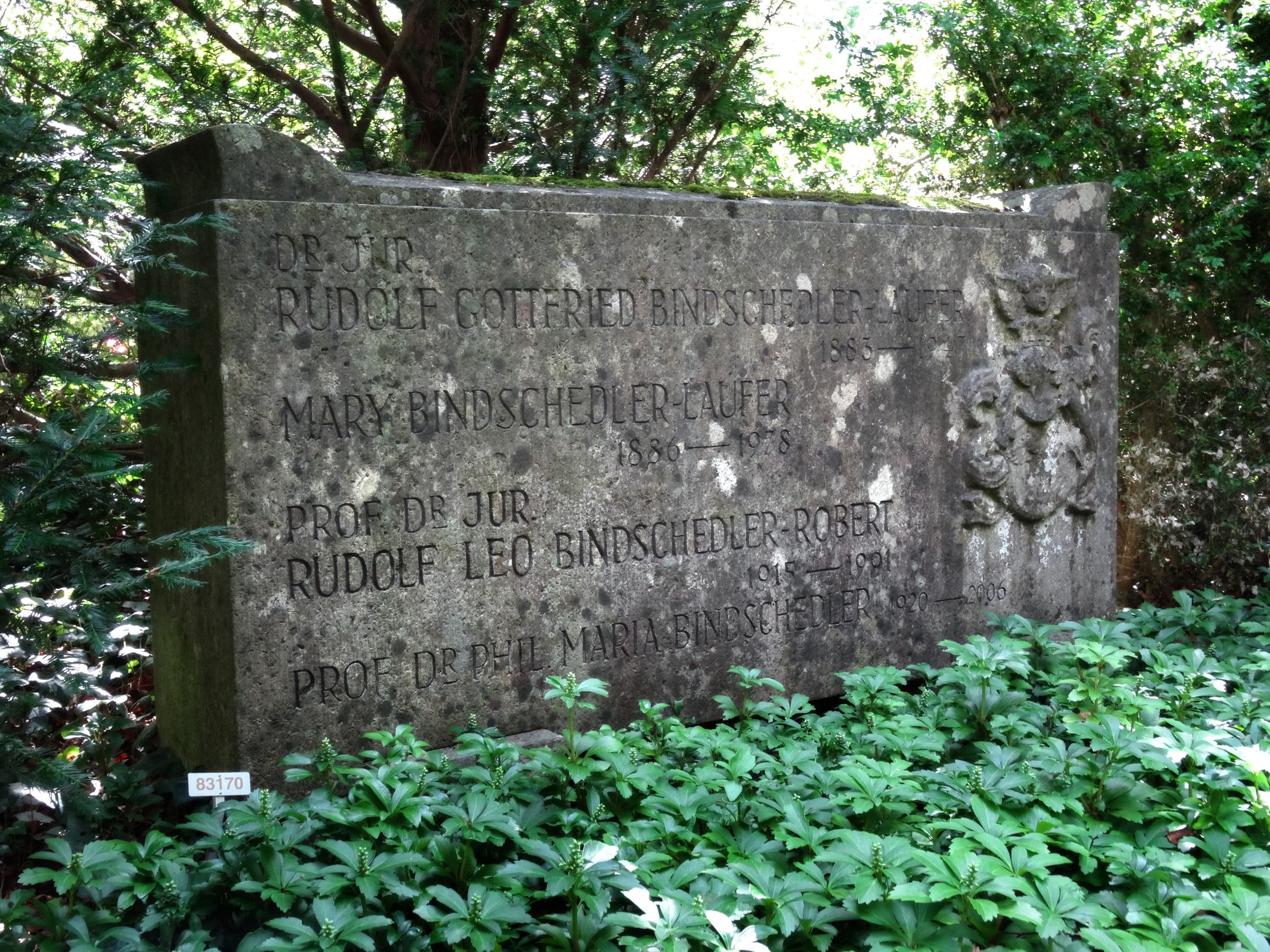
Grab, Friedhof Enzenbühl, Zürich

Am 1. Juli 1919 wurde Bindschedler in die Direktion der Schweizerischen Kreditanstalt (SKA) berufen. Sein Rücktritt als Mitglied der Generaldirektion erfolgte per 31. Dezember 1936. Bindschedler war von 1937 bis 1947 Verwaltungsrat der SKA. Als Verwaltungsrats-Vizepräsident war er von 1929 bis 1940 tätig. Ab 1928 war im Verwaltungsrat der Bank für elektrische Unternehmungen (Elektrowatt). Von 1929 bis 1936 war er Verwaltungsrats-Vizepräsident und von 1936 bis 1947 Verwaltungsratspräsident.
Bindschedler war wiederholt in schweizerischen und internationalen Kommissionen tätig. Zudem war er Mitglied von verschiedenen Gesellschaften, die sich die Förderung und Pflege kultureller Beziehungen mit Frankreich, Spanien und den Amerika zur Aufgabe machten. Als Philanthrop ermöglichte Bindschedler 1939
mehr als hundert Kindern aus Graubünden den Besuch der Schweizerischen Landesausstellung.
Rudolf Gottfried Bindschedler fand seine letzte Ruhestätte auf dem Friedhof Enzenbühl in Zürich.